# Instituto Baleia Jubarte
O Instituto Baleia Jubarte (IBJ) é uma organização não governamental ambiental brasileira com foco no conservacionismo de baleias jubarte fundada no ano 1988 no município de Caravelas na Bahia, visando dar um caráter institucional ao Projeto Baleia Jubarte.

## História

### Primeiros anos
Na década de 1980, com a implementação do Parque Nacional Marinho dos Abrolhos, no litoral baiano, pesquisadores como Márcia Engel e Enrico Marcovaldi passaram a encontrar espécies de baleias jubarte no litoral brasileiro, que não se era dado desde a década de 1960, com a proibição da casa das baleias no país. Por meio do Centro Abrolhos - órgão de pesquisa localizado no parque - fundou-se o Projeto Baleia Jubarte, que abriu linhas de pesquisas científicas foram iniciadas para o estudo das baleias na região.
Com o passar dos anos, o Centro Abrolhos, entrou em declínio, perdendo força de financiamento e o Projeto Baleia Jubarte passou a ser realizado de maneira autônoma, sem recursos financeiros de terceiros visando catalogar, documentar e continuar o projeto de conservação na região.

### Institucionalização
Devido ao enfraquecimento financeiro do Centro Abrolhos, coube ao Projeto Baleia Jubarte institucionalizar-se para conseguir angariar recursos financeiros de terceiros. Para isso, no ano de 1996, fundou-se o Instituto da Baleia Jubarte (IBJ) na cidade Caravelas, no interior da Bahia.
Devido a esse processo, a instituição conseguir angariar recursos da empresa estatal petrolífera Petrobras. A parceria entre a empresa estatal e o instituto já dura mais de vinte anos, vindo até os dias atuais. Com o patrocínio da Petrobras, o projeto foi expandido com locais físicos também na Praia do Forte, na cidade de Mata de São João e em Vitória, capital do Espírito Santo.
No ano de 2011, o instituto recebeu o Prêmio Muriqui importante prêmio concedido pelo Conselho Nacional da Reserva da Biosfera da Mata Atlântica (RBMA). A concessão do prêmio reconhece a importância do instituto em prol da preservação marinha.
Em março de 2022, foi publicado o livro Salvas da extinção: a história do Projeto Baleia Jubarte, sobre a história do projeto e sua luta pela conservação das baleias. Após o lançamento do livro, uma exposição foi realizada no Museu Náutico da Bahia, em Salvador, em celebração da história do instituto.

## Projetos e pesquisas
Além do conservacionismo e pesquisa sobre baleias, o instituto atua em outras áreas. O projeto realiza a difusão científica por meio de educação ambiental para jovens e crianças. Ainda é promovida, a prática de esportes, como a capoeira, e atividades culturais.
Outro evento que o instituto se destaca é a realização da Festa Cultural da Baleia Jubarte de Caravelas, que tornou-se um dos principais eventos festivos do extremo sul da Bahia.
A partir do Projeto Boto Cinza, desde 2002, como maneira de atenuar os impactos ambientais da empresa Suzano Papel e Celulose em Caravelas, é feito o monitoramento do boto cinza, da espécie Sotalia guianensis, além da gravação sonora dos animais e o estudo do comportamento dos botos.
Com recursos oriundos do Fundo Brasileiro para a Biodiversidade (FUNBIO), entre os anos de 2017 e 2020, um projeto conservação das toninhas foi realizado com pescadores medidas para entender mais sobre capturas acidentais de toninhas durante a atividade de pesca. Foram realizadas atividades desse gênero na no Rio de Janeiro, em regiões como Barra de Itabapoana, Atafona, Macaé e Rio das Ostras.